# Liga de Campeones de la UEFA 2017-18
La Liga de Campeones de la UEFA 2017–18 fue la 63.ª edición de la competición. La final se disputó en el Estadio Olímpico de Kiev, Ucrania, el 26 de mayo de 2018.
El Real Madrid repitió victoria tras derrotar al Liverpool en la final por 3-1. De esta manera, el Real Madrid jugó la Supercopa de Europa 2018 contra el Atlético de Madrid, campeón de la Liga Europa de la UEFA 2017-18, y también se clasificó para jugar la Copa Mundial de Clubes de la FIFA 2018. 
La final se disputó en el Estadio Olímpico de Kiev, con capacidad para 70 050 espectadores, que alberga los partidos importantes del Dinamo Kiev y de la selección de ese país; esta fue la primera ocasión en la que la final de una competición europea de clubes se disputaba en Ucrania.
El 24 de octubre de 2019 se comunicó que el campeón de esta edición participaría en la Copa Mundial de Clubes de la FIFA 2021 en China.

## Calendario
| Fase                | Ronda                    | Fecha de sorteo               | Ida                                      | Vuelta                                   |
| ------------------- | ------------------------ | ----------------------------- | ---------------------------------------- | ---------------------------------------- |
| Fase Clasificatoria | 1.ª Ronda Clasificatoria | 19 de junio de 2017           | 27–28 de junio de 2017                   | 4–5 de julio de 2017                     |
| Fase Clasificatoria | 2.ª Ronda Clasificatoria | 19 de junio de 2017           | 11–12 de julio de 2017                   | 18–19 de julio de 2017                   |
| Fase Clasificatoria | 3.ª Ronda Clasificatoria | 14 de julio de 2017           | 25–26 de julio de 2017                   | 1–2 de agosto de 2017                    |
| Fase Clasificatoria | Ronda de Play-Off        | 4 de agosto de 2017           | 15–16 de agosto de 2017                  | 22–23 de agosto de 2017                  |
| Fase de grupos      | Fecha 1                  | 24 de agosto de 2017 (Mónaco) | 12–13 de septiembre de 2017              | 12–13 de septiembre de 2017              |
| Fase de grupos      | Fecha 2                  | 24 de agosto de 2017 (Mónaco) | 26–27 de septiembre de 2017              | 26–27 de septiembre de 2017              |
| Fase de grupos      | Fecha 3                  | 24 de agosto de 2017 (Mónaco) | 17–18 de octubre de 2017                 | 17–18 de octubre de 2017                 |
| Fase de grupos      | Fecha 4                  | 24 de agosto de 2017 (Mónaco) | 31 de octubre–1 de noviembre de 2017     | 31 de octubre–1 de noviembre de 2017     |
| Fase de grupos      | Fecha 5                  | 24 de agosto de 2017 (Mónaco) | 21–22 de noviembre de 2017               | 21–22 de noviembre de 2017               |
| Fase de grupos      | Fecha 6                  | 24 de agosto de 2017 (Mónaco) | 5–6 de diciembre de 2017                 | 5–6 de diciembre de 2017                 |
| Fase Eliminatoria   | Octavos de final         | 11 de diciembre de 2017       | 13–14 y 20–21 de febrero de 2018         | 6–7 y 13–14 de marzo de 2018             |
| Fase Eliminatoria   | Cuartos de final         | 16 de marzo de 2018           | 3–4 de abril de 2018                     | 10–11 de abril de 2018                   |
| Fase Eliminatoria   | Semifinales              | 13 de abril de 2018           | 24–25 de abril de 2018                   | 1–2 de mayo de 2018                      |
| Fase Eliminatoria   | Final                    | 13 de abril de 2018           | 26 de mayo de 2018 en el NSC Olimpiyskiy | 26 de mayo de 2018 en el NSC Olimpiyskiy |

## Distribución de equipos por asociaciones
Participaron 79 equipos procedentes de 54 de las 55 asociaciones miembros de la UEFA (Liechtenstein no está incluido ya que no posee un campeonato de primera división). Las plazas se distribuyen entre las asociaciones de acuerdo a sus Coeficientes UEFA:
- Asociaciones 1–3 cada uno tiene cuatro equipos clasificados.
- Asociaciones 4–6 cada uno tiene tres equipos clasificados.
- Asociaciones 7–15 cada uno tiene dos equipos clasificados.
- Asociaciones 16–55 (excepto Liechtenstein) cada uno tiene un equipo clasificado.
- Los ganadores de la Liga de Campeones de la UEFA 2016-17 y de la Liga Europa de la UEFA 2016-17, tendrán un cupo asegurado para la Liga de Campeones de la UEFA 2017-18.

### Clasificación de las Asociaciones de la UEFA
| Ranking | Federación           | Coef.   | FdG   | 4RL   | 3RC   | 3RL   | 2RC   | 1RC   | Total |
| ------- | -------------------- | ------- | ----- | ----- | ----- | ----- | ----- | ----- | ----- |
| 1       | España               | 105.713 | 3     | 1     |       |       |       |       | 4     |
| 2       | Alemania             | 80.177  | 3     | 1     |       |       |       |       | 4     |
| 3       | Inglaterra           | 76.284  | 3+1   | 1     |       |       |       |       | 5     |
| 4       | Italia               | 70.439  | 2     | 1     |       |       |       |       | 3     |
| 5       | Portugal             | 53.082  | 2     | 1     |       |       |       |       | 3     |
| 6       | Francia              | 52.749  | 2     |       |       | 1     |       |       | 3     |
| 7       | Rusia                | 51.082  | 1     |       |       | 1     |       |       | 2     |
| 8       | Ucrania              | 44.883  | 1     |       |       | 1     |       |       | 2     |
| 9       | Bélgica              | 40.000  | 1     |       |       | 1     |       |       | 2     |
| 10      | Países Bajos         | 35.563  | 1     |       |       | 1     |       |       | 2     |
| 11      | Turquía              | 34.600  | 1     |       |       | 1     |       |       | 2     |
| 12      | Suiza                | 33.775  | 1     |       |       | 1     |       |       | 2     |
| 13      | República Checa      | 32.925  |       |       | 1     | 1     |       |       | 2     |
| 14      | Grecia               | 29.700  |       |       | 1     | 1     |       |       | 2     |
| 15      | Rumania              | 25.383  |       |       | 1     | 1     |       |       | 2     |
| 16      | Austria              | 25.100  |       |       |       |       | 1     |       | 1     |
| 17      | Croacia              | 23.875  |       |       |       |       | 1     |       | 1     |
| 18      | Polonia              | 22.500  |       |       |       |       | 1     |       | 1     |
| 19      | Chipre               | 22.175  |       |       |       |       | 1     |       | 1     |
| 20      | Bielorrusia          | 20.000  |       |       |       |       | 1     |       | 1     |
| 21      | Suecia               | 19.875  |       |       |       |       | 1     |       | 1     |
| 22      | Noruega              | 19.250  |       |       |       |       | 1     |       | 1     |
| 23      | Israel               | 18.625  |       |       |       |       | 1     |       | 1     |
| 24      | Dinamarca            | 18.600  |       |       |       |       | 1     |       | 1     |
| 25      | Escocia              | 17.300  |       |       |       |       | 1     |       | 1     |
| 26      | Azerbaiyán           | 14.875  |       |       |       |       | 1     |       | 1     |
| 27      | Serbia               | 14.625  |       |       |       |       | 1     |       | 1     |
| 28      | Kazajistán           | 14.125  |       |       |       |       | 1     |       | 1     |
| 29      | Bulgaria             | 13.125  |       |       |       |       | 1     |       | 1     |
| 30      | Eslovenia            | 13.125  |       |       |       |       | 1     |       | 1     |
| 31      | Eslovaquia           | 12.000  |       |       |       |       | 1     |       | 1     |
| 32      | Liechtenstein        | 10.500  |       |       |       |       |       |       | 0     |
| 33      | Hungría              | 9.875   |       |       |       |       | 1     |       | 1     |
| 34      | Moldavia             | 9.125   |       |       |       |       | 1     |       | 1     |
| 35      | Islandia             | 8.750   |       |       |       |       | 1     |       | 1     |
| 36      | Georgia              | 8.125   |       |       |       |       | 1     |       | 1     |
| 37      | Finlandia            | 7.400   |       |       |       |       | 1     |       | 1     |
| 38      | Bosnia y Herzegovina | 7.125   |       |       |       |       | 1     |       | 1     |
| 39      | Albania              | 6.625   |       |       |       |       | 1     |       | 1     |
| 40      | Macedonia            | 6.000   |       |       |       |       | 1     |       | 1     |
| 41      | República de Irlanda | 5.450   |       |       |       |       | 1     |       | 1     |
| 42      | Letonia              | 5.375   |       |       |       |       | 1     |       | 1     |
| 43      | Luxemburgo           | 5.250   |       |       |       |       | 1     |       | 1     |
| 44      | Montenegro           | 4.875   |       |       |       |       | 1     |       | 1     |
| 45      | Lituania             | 4.625   |       |       |       |       | 1     |       | 1     |
| 46      | Irlanda del Norte    | 4.500   |       |       |       |       |       | 1     | 1     |
| 47      | Estonia              | 4.250   |       |       |       |       |       | 1     | 1     |
| 48      | Armenia              | 4.125   |       |       |       |       |       | 1     | 1     |
| 49      | Islas Feroe          | 3.625   |       |       |       |       |       | 1     | 1     |
| 50      | Malta                | 3.583   |       |       |       |       |       | 1     | 1     |
| 51      | Gales                | 3.500   |       |       |       |       |       | 1     | 1     |
| 52      | Gibraltar            | 1.000   |       |       |       |       |       | 1     | 1     |
| 53      | Andorra              | 0.999   |       |       |       |       |       | 1     | 1     |
| 54      | San Marino           | 0.333   |       |       |       |       |       | 1     | 1     |
| 55      | Kosovo               | 0.000   |       |       |       |       |       | 1     | 1     |
| TOTAL   | TOTAL                | TOTAL   | TOTAL | TOTAL | TOTAL | TOTAL | TOTAL | TOTAL | 79    |

- Puesto que el campeón de la Liga de Campeones 2016-17 (Real Madrid) obtuvo su clasificación mediante su liga, deja un cupo vacante en fase de grupos que lo ocupa el campeón de la Liga de Europa 2016-17 (Manchester United) que no pudo clasificar mediante su liga, por ende Inglaterra obtiene un cupo extra, asimismo se le restó un cupo en la Liga de Europa de esta temporada.
- Por primera vez se incluyó la participación de un equipo kosovar tras la adscripción de la Federación de Fútbol de Kosovo a la UEFA,[5] ampliando a 55 el número de federaciones adscritas.

### Distribución
|                                           |                                           | Equipos que entran en esta fase | Equipos que provienen de la fase anterior                                                                  |
| ----------------------------------------- | ----------------------------------------- | --- | --- |
| Primera Ronda Clasificatoria (10 equipos) | Primera Ronda Clasificatoria (10 equipos) | - 10 campeones de las asociaciones 46–55 | |
| Segunda Ronda Clasificatoria (34 equipos) | Segunda Ronda Clasificatoria (34 equipos) | - 29 campeones de las asociaciones 16–45 (excluyendo Liechtenstein)                                                                                       | - 5 ganadores de la Primera Ronda Clasificatoria                                                           |
| Tercera Ronda Clasificatoria              | Ruta de Campeones (20 equipos)            | - 3 campeones de las asociaciones 13–15 | - 17 ganadores de la Segunda Ronda Clasificatoria                                                          |
| Tercera Ronda Clasificatoria              | Ruta de Liga (10 equipos)                 | - 9 subcampeones de las asociaciones 7–15 - 1 tercero de la asociación 6                                                                                  | |
| Ronda de Play-Off                         | Ruta de Campeones (10 equipos)            | | - 10 ganadores de la Tercera Ronda Clasificatoria Ruta de Campeones                                        |
| Ronda de Play-Off                         | Ruta de Liga (10 equipos)                 | - 2 terceros de las asociaciones 4 y 5 - 3 cuartos de las asociaciones 1–3                                                                                | - 5 ganadores de la Tercera Ronda Clasificatoria Ruta de Liga                                              |
| Fase de grupos (32 equipos)               | Fase de grupos (32 equipos)               | - 12 campeones de las asociaciones 1–12 - 6 subcampeones de las asociaciones 1–6 - 3 terceros de las asociaciones 1–3 - Campeón Liga de Europa de la UEFA | - 5 ganadores de la Ronda de Play-Off Ruta de Campeones - 5 ganadores de la Ronda de Play-Off Ruta de Liga |
| Fase Eliminatoria (16 equipos)            | Fase Eliminatoria (16 equipos)            | | - 8 Primeros de Grupo - 8 Segundos de Grupo                                                                |

## Participantes
Las posiciones de los equipos en sus respectivas ligas se muestra entre paréntesis.
| Fase de grupos               | Fase de grupos           | Fase de grupos            | Fase de grupos            |
| ---------------------------- | ------------------------ | ------------------------- | ------------------------- |
| Real Madrid (1.º y CV)       | Chelsea (1.º)            | Porto (2.º)               | Feyenoord (1.º)           |
| Barcelona (2.º)              | Tottenham Hotspur (2.º)  | Mónaco (1.º)              | Beşiktaş (1.º)            |
| Atlético de Madrid (3.º)     | Manchester City (3.º)    | París Saint-Germain (2.º) | Basilea (1.º)             |
| Bayern Múnich (1.º)          | Juventus (1.º)           | Spartak de Moscú (1.º)    | Manchester United (LE)    |
| RB Leipzig (2.º)             | Roma (2.º)               | Shakhtar Donetsk (1.º)    |                           |
| Borussia Dortmund (3.º)      | Benfica (1.º)            | Anderlecht (1.º)          |                           |
| Ronda de Play-Off            |                          |                           |                           |
| Ruta de Campeones            | Ruta de Liga             | Ruta de Liga              | Ruta de Liga              |
|                              | Sevilla (4.º)            | Liverpool (4.º)           | Sporting de Lisboa (3.º)  |
| Hoffenheim (4.º)             | Napoli (3.º)             |                           |                           |
| Tercera Ronda Clasificatoria |                          |                           |                           |
| Ruta de Campeones            | Ruta de Liga             | Ruta de Liga              | Ruta de Liga              |
| Slavia Praga (1.º)           | Niza (3.º)               | Ajax (2.º)                | AEK Atenas (2.º)          |
| Olympiacos (1.º)             | CSKA Moscú (2.º)         | İstanbul Başakşehir (2.º) | Steaua de Bucarest (2.º)  |
| Viitorul (1.º)               | Brujas (2.º)             | Viktoria Plzeň (2.º)      | Young Boys (2.º)          |
|                              | Dinamo de Kiev (2.º)     |                           |                           |
| Segunda Ronda Clasificatoria |                          |                           |                           |
| Red Bull Salzburgo (1.º)     | Rijeka (1.º)             | Celtic (1.º)              | Sheriff Tiraspol (1.º)    |
| Legia Varsovia (1.º)         | Qarabağ (1.º)            | FH (1.º)                  | F91 Dudelange (1.º)       |
| APOEL Nicosia (1.º)          | Partizán (1.º)           | Samtredia (1.º)           | Budućnost Podgorica (1.º) |
| BATE Borisov (1.º)           | Astana (1.º)             | IFK Mariehamn (1.º)       | Žalgiris Vilnius (1.º)    |
| Malmö (1.º)                  | Ludogorets Razgrad (1.º) | Zrinjski Mostar (1.º)     | Spartaks Jūrmala (1.º)    |
| Rosenborg (1.º)              | Maribor (1.º)            | Kukësi (1.º)              | Budapest Honvéd (1.º)     |
| Hapoel Be'er Sheva (1.º)     | Žilina (1.º)             | Vardar (1.º)              | Dundalk (1.º)             |
| Copenhague (1.º)             |                          |                           |                           |
| Primera Ronda Clasificatoria |                          |                           |                           |
| Linfield (1.º)               | Víkingur Gøta (1.º)      | Europa (1.º)              | Trepça'89 (1.º)           |
| Infonet Tallin (1.º)         | Hibernians (1.º)         | Santa Coloma (1.º)        |                           |
| Alashkert (1.º)              | The New Saints (1.º)     | La Fiorita (1.º)          |                           |

Por primera vez, un equipo de Azerbaiyán clasificó a una fase de grupos, el Qarabağ; el RasenBallsport Leipzig alemán también accede a la fase de grupos de esta competición por primera vez en su historia.

## Fase clasificatoria

### Primera ronda clasificatoria
Participaron los campeones de las 10 ligas con el coeficiente UEFA más bajo del año 2017. El sorteo tuvo lugar el 19 de junio de 2017; la ida de las eliminatorias se disputó el 27 y 28 de junio, mientras que la vuelta se jugó el 4 de julio.

| Equipo local ida | Resultado  | Equipo local vuelta | Ida   | Vuelta |
| ---------------- | ---------- | ------------------- | ----- | ------ |
| Víkingur Gøta    | 6:2        | Trepça'89           | 2 – 1 | 4 – 1  |
| Hibernians       | 3:0        | Infonet Tallinn     | 2 – 0 | 1 – 0  |
| Alashkert        | 2:1        | FC Santa Coloma     | 1 – 0 | 1 – 1  |
| The New Saints   | (pró.) 4:3 | Europa              | 1 – 2 | 3 – 1  |
| Linfield         | 1:0        | La Fiorita          | 1 – 0 | 0 – 0  |

### Segunda ronda clasificatoria
El sorteo de la segunda ronda se celebró el 19 de junio de 2017, participaron un total de 34 equipos, los 29 equipos campeones de las ligas clasificadas entre las posiciones 16 y 45 (ambas inclusive, y excluyendo a Liechtenstein, carente de una competición propia de liga) del ranking de coeficiente UEFA de 2017, y los 5 vencedores de la primera ronda. La ida de las eliminatorias se disputó entre los días 11, 12 y 14 de julio de 2017, mientras que la vuelta se jugó los días 18 y 19 de julio de 2017.

| Equipo local ida   | Resultado  | Equipo local vuelta | Ida   | Vuelta |
| ------------------ | ---------- | ------------------- | ----- | ------ |
| APOEL Nicosia      | 2:0        | F91 Dudelange       | 1 – 0 | 1 – 0  |
| Žalgiris Vilnius   | 3:5        | Ludogorets Razgrad  | 2 – 1 | 1 – 4  |
| Qarabağ            | 6:0        | Samtredia           | 5 – 0 | 1 – 0  |
| Partizán           | 2:0        | Budućnost Podgorica | 2 – 0 | 0 – 0  |
| Hibernians         | 0:6        | Red Bull Salzburgo  | 0 – 3 | 0 – 3  |
| Sheriff Tiraspol   | (v.) 2:2   | Kukësi              | 1 – 0 | 1 – 2  |
| Astana             | 2:1        | Spartaks Jūrmala    | 1 – 0 | 1 – 1  |
| BATE Borisov       | 4:2        | Alashkert           | 1 – 1 | 3 – 1  |
| Žilina             | 3:4        | Copenhague          | 1 – 3 | 2 – 1  |
| Hapoel Be'er Sheva | 5:3        | Budapest Honvéd     | 2 – 1 | 3 – 2  |
| Rijeka             | 7:1        | The New Saints      | 2 – 0 | 5 – 1  |
| Malmö              | 2:4        | Vardar              | 1 – 1 | 1 – 3  |
| Zrinjski Mostar    | 2:3        | Maribor             | 1 – 2 | 1 – 1  |
| Dundalk            | 2:3 (pró.) | Rosenborg           | 1 – 1 | 1 – 2  |
| FH                 | 3:1        | Víkingur Gøta       | 1 – 1 | 2 – 0  |
| Linfield           | 0:6        | Celtic              | 0 – 2 | 0 – 4  |
| IFK Mariehamn      | 0:9        | Legia Varsovia      | 0 – 3 | 0 – 6  |

### Tercera ronda clasificatoria
El sorteo se realizó el 14 de julio y los partidos de ida se jugaron los días 25 y 26 de julio de 2017, mientras que los partidos de vuelta fueron los días 1 y 2 de agosto.
Los equipos eliminados de esta ronda pasaron a disputar la Liga Europa de la UEFA 2017-18 en la cuarta ronda de play-offs.

#### Ruta de Campeones
En esta ronda participaron un total de 20 equipos, 3 pertenecientes a las ligas clasificadas entre las posiciones 13 y 15, más los 17 equipos ganadores de la segunda ronda.
| Equipo local ida   | Resultado  | Equipo local vuelta | Ida   | Vuelta |
| ------------------ | ---------- | ------------------- | ----- | ------ |
| Slavia Praga       | (v.) 2:2   | BATE Borisov        | 1 – 0 | 1 – 2  |
| Astana             | 3:2        | Legia Varsovia      | 3 – 1 | 0 – 1  |
| Maribor            | 2:0        | FH                  | 1 – 0 | 1 – 0  |
| Copenhague         | 4:2        | Vardar              | 0 – 1 | 4 – 1  |
| Celtic             | 1:0        | Rosenborg           | 0 – 0 | 1 – 0  |
| Hapoel Be'er Sheva | (v.) 3:3   | Ludogorets Razgrad  | 2 – 0 | 1 – 3  |
| Viitorul           | 1:4 (pró.) | APOEL Nicosia       | 1 – 0 | 0 – 4  |
| Red Bull Salzburgo | 1:1 (v.)   | Rijeka              | 1 – 1 | 0 – 0  |
| Qarabag            | 2:1        | Sheriff Tiraspol    | 0 – 0 | 2 – 1  |
| Partizán           | 3:5        | Olympiacos          | 1 – 3 | 2 – 2  |

#### Ruta de Liga
En esta ronda participaron un total de 10 equipos, 9 subcampeones de las ligas clasificadas entre las posiciones 7 y 15, más el tercer clasificado de la liga en 6.ª posición.
| Equipo local ida   | Resultado | Equipo local vuelta | Ida   | Vuelta |
| ------------------ | --------- | ------------------- | ----- | ------ |
| Steaua de Bucarest | 6:3       | Viktoria Plzeň      | 2 – 2 | 4 – 1  |
| Niza               | (v.) 3:3  | Ajax                | 1 – 1 | 2 – 2  |
| Dinamo de Kiev     | 3:3 (v.)  | Young Boys          | 3 – 1 | 0 – 2  |
| AEK Atenas         | 0:3       | CSKA Moscú          | 0 – 2 | 0 – 1  |
| Brujas             | 3:5       | İstanbul Başakşehir | 3 – 3 | 0 – 2  |

### Ronda de Play-Off
El sorteo se realizó el 4 de agosto y los partidos de ida se jugaron los días 15 y 16 de agosto de 2017, mientras que los partidos de vuelta se disputaron los días 22 y 23 de agosto.
Los equipos eliminados de esta ronda pasaron a disputar la Liga Europa de la UEFA 2017-18 en la cuarta ronda de play-offs.

#### Ruta de Campeones
Esta ronda la disputaron los 10 equipos clasificados de la tercera ronda de campeones de liga, los 5 ganadores tuvieron el derecho a jugar la fase de grupos de la Liga de Campeones.
| Equipo local ida   | Resultado | Equipo local vuelta | Ida   | Vuelta |
| ------------------ | --------- | ------------------- | ----- | ------ |
| Qarabağ            | (v.) 2:2  | Copenhague          | 1 – 0 | 1 – 2  |
| APOEL Nicosia      | 2:0       | Slavia Praga        | 2 – 0 | 0 – 0  |
| Olympiacos         | 3:1       | Rijeka              | 2 – 1 | 1 – 0  |
| Celtic             | 8:4       | Astana              | 5 – 0 | 3 – 4  |
| Hapoel Be'er Sheva | 2:2 (v.)  | Maribor             | 2 – 1 | 0 – 1  |

#### Ruta de Liga
La disputaron 10 equipos, los 5 clasificados de la ronda anterior, más 5 nuevos equipos que entran en esta ronda, los terceros clasificados en las ligas situadas en la 4.ª y 5.ª posición, más los cuartos clasificados de las ligas situadas entre las 1.ª y 3.ª posición. Los 5 ganadores tuvieron el derecho a jugar la fase de grupos de la Liga de Campeones.
| Equipo local ida    | Resultado | Equipo local vuelta | Ida   | Vuelta |
| ------------------- | --------- | ------------------- | ----- | ------ |
| İstanbul Başakşehir | 3:4       | Sevilla             | 1 – 2 | 2 – 2  |
| Young Boys          | 0:3       | CSKA Moscú          | 0 – 1 | 0 – 2  |
| Napoli              | 4:0       | Niza                | 2 – 0 | 2 – 0  |
| Hoffenheim          | 3:6       | Liverpool           | 1 – 2 | 2 – 4  |
| Sporting de Lisboa  | 5:1       | Steaua de Bucarest  | 0 – 0 | 5 – 1  |

## Fase de grupos
En la fase de grupos, participaron los 10 equipos clasificados de la cuarta ronda previa (5 de la ruta de los campeones de liga y 5 de la ruta de los no campeones de liga), junto a los 22 equipos clasificados directamente para esta ronda, dando un total de 32 equipos. Estos 32 equipos se dividieron en ocho grupos de cuatro, con la restricción de que los equipos de la misma asociación no pueden coincidir en el mismo grupo. Para el sorteo, los equipos se clasificaron en cuatro bombos, para lo que se tiene en cuenta las siguientes postulados (introducidos a partir de la temporada 2016-17): Liga de Campeones de la UEFA.

### Reglas de clasificación
Los equipos se clasificaron según los puntos obtenidos en la fase de grupos (3 puntos por ganar, 1 punto por empatar y 0 puntos por perder), si algún equipo estuviera empatado con otro a puntos, se aplicarían unos criterios de desempate, en el siguiente orden para determinar quien quedó por encima (artículo 17.01 del Reglamento UEFA para la Liga de Campeones de la temporada 2017-18): 
1. Puntos logrados en los enfrentamientos directos entre ambos clubes.
2. Diferencia de goles en los enfrentamientos directos entre ambos clubes.
3. Goles marcados en los enfrentamientos directos entre ambos clubes.
4. Goles como visitante marcados en los enfrentamientos directos entre ambos clubes.
5. Si más de dos equipos están empatados y después de aplicar estos criterios de enfrentamientos directos, un subconjunto de equipos aun siguen empatados, se volverán a emplear dichos criterios exclusivamente a este subconjunto de equipos.
6. Diferencia de goles en todos los partidos del grupo.
7. Goles marcados en todos los partidos del grupo.
8. Goles como visitante marcados en todos los partidos del grupo.
9. Victorias en todos los partidos del grupo.
10. Victorias como visitante en todos los partidos del grupo.
11. Puntos de disciplina (tarjeta roja: 3 puntos, tarjeta amarilla: 1 punto, expulsión por doble amarilla en un encuentro: 3 puntos).
12. Coeficiente de la UEFA para los clubes.

### Bombos
- El bombo 1 contuvo al actual campeón, junto a los campeones de las siete primeras asociaciones según el ranking UEFA en 2017. Si el actual campeón de la Liga de Campeones de la UEFA también es campeón de su liga y se encuentra en una de las siete ligas más importantes, el equipo campeón de la liga que ocupa el octavo puesto (en esta temporada, la ucraniana), también se introduce en el bombo 1.
- Los bombos 2, 3 y 4 contuvieron a los equipos restantes, ordenados según sus coeficientes UEFA de 2017.

En cada grupo, los equipos jugaron uno contra el otro en casa y fuera. Los dos primeros de cada grupo avanzaron a la ronda de octavos de final, mientras que los terceros de cada grupo pasaron a la ronda de dieciseisavos de la Liga Europa de la UEFA 2017-18.
Nota: en cursiva debutantes en la Liga de Campeones
| Bombo 1 | Bombo 2 | Bombo 3 | Bombo 4 |
| --- | --- | --- | --- |
| Real MadridCV CC: 176.999 Bayern Múnich CC: 154.899 Juventus CC: 140.666 Benfica CC: 111.866 Chelsea CC: 106.192 Shakhtar Donetsk CC: 87.526 Mónaco CC: 62.333 Spartak de Moscú CC: 18.606 | Barcelona CC: 151.999 Atlético de Madrid CC: 142.999 París Saint-Germain CC: 126.333 Borussia Dortmund CC: 124.899 Sevilla CC: 112.999 Manchester City CC: 100.192 Porto CC: 98.866 Manchester UnitedLE CC: 95.192 | Napoli CC: 88.666 Tottenham Hotspur CC: 77.192 Basilea CC: 74.415 Olympiacos CC: 64.580 Anderlecht CC: 58.840 Liverpool CC: 56.192 Roma CC: 53.666 Beşiktaş CC: 45.840 | Celtic CC: 42.785 CSKA Moscú CC: 39.606 Sporting de Lisboa CC: 36.866 APOEL Nicosia CC: 26.210 Feyenoord CC: 23.212 Maribor CC: 21.125 Qarabağ CC: 18.050 RB Leipzig CC: 15.899 |

### Grupo A
| Equipo            | Pts. | PJ | PG | PE | PP | GF | GC | Dif. | Notas                          |
| ----------------- | ---- | -- | -- | -- | -- | -- | -- | ---- | ------------------------------ |
| Manchester United | 15   | 6  | 5  | 0  | 1  | 12 | 3  | 9    | Clasificado a octavos de final |
| Basilea           | 12   | 6  | 4  | 0  | 2  | 11 | 5  | 6    | Clasificado a octavos de final |
| CSKA Moscú        | 9    | 6  | 3  | 0  | 3  | 8  | 10 | -2   | Acceso a Liga Europa           |
| Benfica           | 0    | 6  | 0  | 0  | 6  | 1  | 14 | -13  |                                |

|     | BEN   | MUN   | BAS   | CSK   |
| --- | ----- | ----- | ----- | ----- |
| BEN |       | 0 – 1 | 0 – 2 | 1 – 2 |
| MUN | 2 – 0 |       | 3 – 0 | 2 – 1 |
| BAS | 5 – 0 | 1 – 0 |       | 1 – 2 |
| CSK | 2 – 0 | 1 – 4 | 0 – 2 |       |

### Grupo B
| Equipo              | Pts. | PJ | PG | PE | PP | GF | GC | Dif. | Notas                          |
| ------------------- | ---- | -- | -- | -- | -- | -- | -- | ---- | ------------------------------ |
| París Saint-Germain | 15   | 6  | 5  | 0  | 1  | 25 | 4  | 21   | Clasificado a octavos de final |
| Bayern Múnich       | 15   | 6  | 5  | 0  | 1  | 13 | 6  | 7    | Clasificado a octavos de final |
| Celtic              | 3    | 6  | 1  | 0  | 5  | 5  | 18 | -13  | Acceso a Liga Europa           |
| Anderlecht          | 3    | 6  | 1  | 0  | 5  | 2  | 17 | -15  |                                |

|     | BAY   | PSG   | AND   | CEL   |
| --- | ----- | ----- | ----- | ----- |
| BAY |       | 3 – 1 | 3 – 0 | 3 – 0 |
| PSG | 3 – 0 |       | 5 – 0 | 7 – 1 |
| AND | 1 – 2 | 0 – 4 |       | 0 – 3 |
| CEL | 1 – 2 | 0 – 5 | 0 – 1 |       |

### Grupo C
| Equipo             | Pts. | PJ | PG | PE | PP | GF | GC | Dif. | Notas                          |
| ------------------ | ---- | -- | -- | -- | -- | -- | -- | ---- | ------------------------------ |
| Roma               | 11   | 6  | 3  | 2  | 1  | 9  | 6  | 3    | Clasificado a octavos de final |
| Chelsea            | 11   | 6  | 3  | 2  | 1  | 16 | 8  | 8    | Clasificado a octavos de final |
| Atlético de Madrid | 7    | 6  | 1  | 4  | 1  | 5  | 4  | 1    | Acceso a Liga Europa           |
| Qarabağ            | 2    | 6  | 0  | 2  | 4  | 2  | 14 | -12  |                                |

|     | CHE   | ATM   | ROM   | QAR   |
| --- | ----- | ----- | ----- | ----- |
| CHE |       | 1 – 1 | 3 – 3 | 6 – 0 |
| ATM | 1 – 2 |       | 2 – 0 | 1 – 1 |
| ROM | 3 – 0 | 0 – 0 |       | 1 – 0 |
| QAR | 0 – 4 | 0 – 0 | 1 – 2 |       |

### Grupo D
| Equipo             | Pts. | PJ | PG | PE | PP | GF | GC | Dif. | Notas                          |
| ------------------ | ---- | -- | -- | -- | -- | -- | -- | ---- | ------------------------------ |
| Barcelona          | 14   | 6  | 4  | 2  | 0  | 9  | 1  | 8    | Clasificado a octavos de final |
| Juventus           | 11   | 6  | 3  | 2  | 1  | 7  | 5  | 2    | Clasificado a octavos de final |
| Sporting de Lisboa | 7    | 6  | 2  | 1  | 3  | 8  | 9  | -1   | Acceso a Liga Europa           |
| Olympiacos         | 1    | 6  | 0  | 1  | 5  | 4  | 13 | -9   |                                |

|     | JUV   | FCB   | OLY   | SPO   |
| --- | ----- | ----- | ----- | ----- |
| JUV |       | 0 – 0 | 2 – 0 | 2 – 1 |
| FCB | 3 – 0 |       | 3 – 1 | 2 – 0 |
| OLY | 0 – 2 | 0 – 0 |       | 2 – 3 |
| SPO | 1 – 1 | 0 – 1 | 3 – 1 |       |

### Grupo E
| Equipo           | Pts. | PJ | PG | PE | PP | GF | GC | Dif. | Notas                          |
| ---------------- | ---- | -- | -- | -- | -- | -- | -- | ---- | ------------------------------ |
| Liverpool        | 12   | 6  | 3  | 3  | 0  | 23 | 6  | 17   | Clasificado a octavos de final |
| Sevilla          | 9    | 6  | 2  | 3  | 1  | 12 | 12 | 0    | Clasificado a octavos de final |
| Spartak de Moscú | 6    | 6  | 1  | 3  | 2  | 9  | 13 | -4   | Acceso a Liga Europa           |
| Maribor          | 3    | 6  | 0  | 3  | 3  | 3  | 16 | -13  |                                |

|     | SPA   | SEV   | LIV   | MAR   |
| --- | ----- | ----- | ----- | ----- |
| SPA |       | 5 – 1 | 1 – 1 | 1 – 1 |
| SEV | 2 – 1 |       | 3 – 3 | 3 – 0 |
| LIV | 7 – 0 | 2 – 2 |       | 3 – 0 |
| MAR | 1 – 1 | 1 – 1 | 0 – 7 |       |

### Grupo F
| Equipo           | Pts. | PJ | PG | PE | PP | GF | GC | Dif. | Notas                          |
| ---------------- | ---- | -- | -- | -- | -- | -- | -- | ---- | ------------------------------ |
| Manchester City  | 15   | 6  | 5  | 0  | 1  | 14 | 5  | 9    | Clasificado a octavos de final |
| Shakhtar Donetsk | 12   | 6  | 4  | 0  | 2  | 9  | 9  | 0    | Clasificado a octavos de final |
| Napoli           | 6    | 6  | 2  | 0  | 4  | 11 | 11 | 0    | Acceso a Liga Europa           |
| Feyenoord        | 3    | 6  | 1  | 0  | 5  | 5  | 14 | -9   |                                |

|     | SHA   | MAN   | NAP   | FEY   |
| --- | ----- | ----- | ----- | ----- |
| SHA |       | 2 – 1 | 2 – 1 | 3 – 1 |
| MAN | 2 – 0 |       | 2 – 1 | 1 - 0 |
| NAP | 3 - 0 | 2 – 4 |       | 3 – 1 |
| FEY | 1 – 2 | 0 – 4 | 2 – 1 |       |

### Grupo G
| Equipo     | Pts. | PJ | PG | PE | PP | GF | GC | Dif. | Notas                          |
| ---------- | ---- | -- | -- | -- | -- | -- | -- | ---- | ------------------------------ |
| Beşiktaş   | 14   | 6  | 4  | 2  | 0  | 11 | 5  | 6    | Clasificado a octavos de final |
| Porto      | 10   | 6  | 3  | 1  | 2  | 15 | 10 | 5    | Clasificado a octavos de final |
| RB Leipzig | 7    | 6  | 2  | 1  | 3  | 10 | 11 | -1   | Acceso a Liga Europa           |
| Mónaco     | 2    | 6  | 0  | 2  | 4  | 6  | 16 | -10  |                                |

|     | MON   | POR   | BES   | RBL   |
| --- | ----- | ----- | ----- | ----- |
| MON |       | 0 – 3 | 1 – 2 | 1 – 4 |
| POR | 5 – 2 |       | 1 – 3 | 3 – 1 |
| BES | 1 - 1 | 1 - 1 |       | 2 – 0 |
| RBL | 1 – 1 | 3 – 2 | 1 – 2 |       |

### Grupo H
| Equipo            | Pts. | PJ | PG | PE | PP | GF | GC | Dif. | Notas                          |
| ----------------- | ---- | -- | -- | -- | -- | -- | -- | ---- | ------------------------------ |
| Tottenham Hotspur | 16   | 6  | 5  | 1  | 0  | 15 | 4  | 11   | Clasificado a octavos de final |
| Real Madrid       | 13   | 6  | 4  | 1  | 1  | 17 | 7  | 10   | Clasificado a octavos de final |
| Borussia Dortmund | 2    | 6  | 0  | 2  | 4  | 7  | 13 | -6   | Acceso a Liga Europa           |
| APOEL Nicosia     | 2    | 6  | 0  | 2  | 4  | 2  | 17 | -15  |                                |

|     | RMA   | DOR   | TOT   | APO   |
| --- | ----- | ----- | ----- | ----- |
| RMA |       | 3 – 2 | 1 – 1 | 3 – 0 |
| DOR | 1 – 3 |       | 1 – 2 | 1 – 1 |
| TOT | 3 – 1 | 3 – 1 |       | 3 – 0 |
| APO | 0 – 6 | 1 – 1 | 0 – 3 |       |

## Fase eliminatoria
La fase final de la competición se disputó en eliminatorias a doble partido, salvo la final, que será a partido único. En estos encuentros rigió la regla del gol de visitante, que determina que el equipo que marque más goles como visitante gana la eliminatoria si hay empate en la diferencia de goles. En caso de estar la eliminatoria empatada tras los 180 minutos de ambos partidos se disputó una prórroga de 30 minutos, y si esta termina en igualdad la eliminatoria se decidió en una tanda de penaltis.
Un total de dieciséis clasificados disputaron la fase eliminatoria final de la competición. En esta edición del torneo cada una de los encuentros de la segunda fase (octavos de final, cuartos de final y semifinales) fueron sorteadas. A partir de cuartos de final y en semifinales no hubo cabezas de serie por lo que pudieron enfrentarse clubes del mismo país.
Los equipos fueron divididos en dos bombos (líderes de grupo o cabezas de serie, y segundos clasificados).
El sorteo de los octavos de final se realizó el 11 de diciembre en Nyon, Suiza.
| Grupo | Bombo 1 - Líderes   | Bombo 2 - Segundos |
| ----- | ------------------- | ------------------ |
| A     | Manchester United   | Basilea            |
| B     | París Saint-Germain | Bayern Múnich      |
| C     | Roma                | Chelsea            |
| D     | Barcelona           | Juventus           |
| E     | Liverpool           | Sevilla            |
| F     | Manchester City     | Shakhtar Donetsk   |
| G     | Beşiktaş            | Porto              |
| H     | Tottenham Hotspur   | Real Madrid        |

### Eliminatorias
|  | Octavos de final                                                    | Octavos de final                                                    | Octavos de final                                                    | Octavos de final                                                    | Octavos de final                                                    |   |    | Cuartos de final                                               | Cuartos de final                                               | Cuartos de final                                               | Cuartos de final                                               | Cuartos de final                                               |  |    | Semifinales                                                   | Semifinales                                                   | Semifinales                                                   | Semifinales                                                   | Semifinales                                                   |  |    | Final                                     | Final                                     | Final                                     |  |
|  | 13 al 21 de febrero de 2018 (ida) 6 al 14 de marzo de 2018 (vuelta) | 13 al 21 de febrero de 2018 (ida) 6 al 14 de marzo de 2018 (vuelta) | 13 al 21 de febrero de 2018 (ida) 6 al 14 de marzo de 2018 (vuelta) | 13 al 21 de febrero de 2018 (ida) 6 al 14 de marzo de 2018 (vuelta) | 13 al 21 de febrero de 2018 (ida) 6 al 14 de marzo de 2018 (vuelta) |   |    | 3 y 4 de abril de 2018 (ida) 10 y 11 de abril de 2018 (vuelta) | 3 y 4 de abril de 2018 (ida) 10 y 11 de abril de 2018 (vuelta) | 3 y 4 de abril de 2018 (ida) 10 y 11 de abril de 2018 (vuelta) | 3 y 4 de abril de 2018 (ida) 10 y 11 de abril de 2018 (vuelta) | 3 y 4 de abril de 2018 (ida) 10 y 11 de abril de 2018 (vuelta) |  |    | 24 y 25 de abril de 2018 (ida) 1 y 2 de mayo de 2018 (vuelta) | 24 y 25 de abril de 2018 (ida) 1 y 2 de mayo de 2018 (vuelta) | 24 y 25 de abril de 2018 (ida) 1 y 2 de mayo de 2018 (vuelta) | 24 y 25 de abril de 2018 (ida) 1 y 2 de mayo de 2018 (vuelta) | 24 y 25 de abril de 2018 (ida) 1 y 2 de mayo de 2018 (vuelta) |  |    | 26 de mayo de 2018 Estadio Olímpico, Kiev | 26 de mayo de 2018 Estadio Olímpico, Kiev | 26 de mayo de 2018 Estadio Olímpico, Kiev |  |
|  |                                                                     |                                                                     |                                                                     |                                                                     |                                                                     |   |    |                                                                |                                                                |                                                                |                                                                |                                                                |  |    |                                                               |                                                               |                                                               |                                                               |                                                               |  |    |                                           |                                           |                                           |  |
|  |                                                                     |                                                                     |                                                                     |                                                                     |                                                                     |   |    |                                                                |                                                                |                                                                |                                                                |                                                                |  |    |                                                               |                                                               |                                                               |                                                               |                                                               |  |    |                                           |                                           |                                           |  |
|  | 2E                                                                  | Sevilla                                                             | 0                                                                   | 2                                                                   | 2                                                                   |   |    |                                                                |                                                                |                                                                |                                                                |                                                                |  |    |                                                               |                                                               |                                                               |                                                               |                                                               |  |    |                                           |                                           |                                           |  |
|  | 2E                                                                  | Sevilla                                                             | 0                                                                   | 2                                                                   | 2                                                                   |   |    |                                                                |                                                                |                                                                |                                                                |                                                                |  |    |                                                               |                                                               |                                                               |                                                               |                                                               |  |    |                                           |                                           |                                           |  |
|  | 1A                                                                  | Manchester United                                                   | 0                                                                   | 1                                                                   | 1                                                                   |   |    |                                                                |                                                                |                                                                |                                                                |                                                                |  |    |                                                               |                                                               |                                                               |                                                               |                                                               |  |    |                                           |                                           |                                           |  |
|  | 1A                                                                  | Manchester United                                                   | 0                                                                   | 1                                                                   | 1                                                                   |   | 2E | Sevilla                                                        | 1                                                              | 0                                                              | 1                                                              |                                                                |  |    |                                                               |                                                               |                                                               |                                                               |                                                               |  |    |                                           |                                           |                                           |  |
|  |                                                                     |                                                                     |                                                                     |                                                                     |                                                                     |   | 2E | Sevilla                                                        | 1                                                              | 0                                                              | 1                                                              |                                                                |  |    |                                                               |                                                               |                                                               |                                                               |                                                               |  |    |                                           |                                           |                                           |  |
|  |                                                                     |                                                                     | 2B                                                                  | Bayern Múnich                                                       | 2                                                                   | 0 | 2  |                                                                |                                                                |                                                                |                                                                |                                                                |  |    |                                                               |                                                               |                                                               |                                                               |                                                               |  |    |                                           |                                           |                                           |  |
|  | 2B                                                                  | Bayern Múnich                                                       | 2B                                                                  | Bayern Múnich                                                       | 2                                                                   | 0 | 2  | 5                                                              | 3                                                              | 8                                                              |                                                                |                                                                |  |    |                                                               |                                                               |                                                               |                                                               |                                                               |  |    |                                           |                                           |                                           |  |
|  | 2B                                                                  | Bayern Múnich                                                       |                                                                     |                                                                     |                                                                     |   |    |                                                                |                                                                | 8                                                              |                                                                |                                                                |  |    |                                                               |                                                               |                                                               |                                                               |                                                               |  |    |                                           |                                           |                                           |  |
|  | 1G                                                                  | Beşiktaş                                                            | 0                                                                   | 1                                                                   | 1                                                                   |   |    |                                                                |                                                                |                                                                |                                                                |                                                                |  |    |                                                               |                                                               |                                                               |                                                               |                                                               |  |    |                                           |                                           |                                           |  |
|  | 1G                                                                  | Beşiktaş                                                            | 0                                                                   | 1                                                                   | 1                                                                   |   |    |                                                                |                                                                |                                                                |                                                                |                                                                |  | 2B | Bayern Múnich                                                 | 1                                                             | 2                                                             | 3                                                             |                                                               |  |    |                                           |                                           |                                           |  |
|  |                                                                     |                                                                     |                                                                     |                                                                     |                                                                     |   |    |                                                                |                                                                |                                                                |                                                                |                                                                |  | 2B | Bayern Múnich                                                 | 1                                                             | 2                                                             | 3                                                             |                                                               |  |    |                                           |                                           |                                           |  |
|  |                                                                     |                                                                     | 2H                                                                  | Real Madrid                                                         | 2                                                                   | 2 | 4  |                                                                |                                                                |                                                                |                                                                |                                                                |  |    |                                                               |                                                               |                                                               |                                                               |                                                               |  |    |                                           |                                           |                                           |  |
|  | 2D                                                                  | Juventus                                                            | 2H                                                                  | Real Madrid                                                         | 2                                                                   | 2 | 4  | 2                                                              | 2                                                              | 4                                                              |                                                                |                                                                |  |    |                                                               |                                                               |                                                               |                                                               |                                                               |  |    |                                           |                                           |                                           |  |
|  | 2D                                                                  | Juventus                                                            |                                                                     |                                                                     |                                                                     |   |    |                                                                |                                                                | 4                                                              |                                                                |                                                                |  |    |                                                               |                                                               |                                                               |                                                               |                                                               |  |    |                                           |                                           |                                           |  |
|  | 1H                                                                  | Tottenham Hotspur                                                   | 2                                                                   | 1                                                                   | 3                                                                   |   |    |                                                                |                                                                |                                                                |                                                                |                                                                |  |    |                                                               |                                                               |                                                               |                                                               |                                                               |  |    |                                           |                                           |                                           |  |
|  | 1H                                                                  | Tottenham Hotspur                                                   | 2                                                                   | 1                                                                   | 3                                                                   |   | 2D | Juventus                                                       | 0                                                              | 3                                                              | 3                                                              |                                                                |  |    |                                                               |                                                               |                                                               |                                                               |                                                               |  |    |                                           |                                           |                                           |  |
|  |                                                                     |                                                                     |                                                                     |                                                                     |                                                                     |   | 2D | Juventus                                                       | 0                                                              | 3                                                              | 3                                                              |                                                                |  |    |                                                               |                                                               |                                                               |                                                               |                                                               |  |    |                                           |                                           |                                           |  |
|  |                                                                     |                                                                     | 2H                                                                  | Real Madrid                                                         | 3                                                                   | 1 | 4  |                                                                |                                                                |                                                                |                                                                |                                                                |  |    |                                                               |                                                               |                                                               |                                                               |                                                               |  |    |                                           |                                           |                                           |  |
|  | 2H                                                                  | Real Madrid                                                         | 2H                                                                  | Real Madrid                                                         | 3                                                                   | 1 | 4  | 3                                                              | 2                                                              | 5                                                              |                                                                |                                                                |  |    |                                                               |                                                               |                                                               |                                                               |                                                               |  |    |                                           |                                           |                                           |  |
|  | 2H                                                                  | Real Madrid                                                         |                                                                     |                                                                     |                                                                     |   |    |                                                                |                                                                | 5                                                              |                                                                |                                                                |  |    |                                                               |                                                               |                                                               |                                                               |                                                               |  |    |                                           |                                           |                                           |  |
|  | 1B                                                                  | París Saint-Germain                                                 | 1                                                                   | 1                                                                   | 2                                                                   |   |    |                                                                |                                                                |                                                                |                                                                |                                                                |  |    |                                                               |                                                               |                                                               |                                                               |                                                               |  |    |                                           |                                           |                                           |  |
|  | 1B                                                                  | París Saint-Germain                                                 | 1                                                                   | 1                                                                   | 2                                                                   |   |    |                                                                |                                                                |                                                                |                                                                |                                                                |  |    |                                                               |                                                               |                                                               |                                                               |                                                               |  | 2H | Real Madrid                               | 3                                         |                                           |  |
|  |                                                                     |                                                                     |                                                                     |                                                                     |                                                                     |   |    |                                                                |                                                                |                                                                |                                                                |                                                                |  |    |                                                               |                                                               |                                                               |                                                               |                                                               |  | 2H | Real Madrid                               | 3                                         |                                           |  |
|  |                                                                     |                                                                     | 1E                                                                  | Liverpool                                                           | 1                                                                   |   |    |                                                                |                                                                |                                                                |                                                                |                                                                |  |    |                                                               |                                                               |                                                               |                                                               |                                                               |  |    |                                           |                                           |                                           |  |
|  | 2G                                                                  | Porto                                                               | 1E                                                                  | Liverpool                                                           | 1                                                                   | 0 | 0  | 0                                                              |                                                                |                                                                |                                                                |                                                                |  |    |                                                               |                                                               |                                                               |                                                               |                                                               |  |    |                                           |                                           |                                           |  |
|  | 2G                                                                  | Porto                                                               |                                                                     |                                                                     |                                                                     |   |    |                                                                |                                                                |                                                                |                                                                |                                                                |  |    |                                                               |                                                               |                                                               |                                                               |                                                               |  |    |                                           |                                           |                                           |  |
|  | 1E                                                                  | Liverpool                                                           | 5                                                                   | 0                                                                   | 5                                                                   |   |    |                                                                |                                                                |                                                                |                                                                |                                                                |  |    |                                                               |                                                               |                                                               |                                                               |                                                               |  |    |                                           |                                           |                                           |  |
|  | 1E                                                                  | Liverpool                                                           | 5                                                                   | 0                                                                   | 5                                                                   |   | 1E | Liverpool                                                      | 3                                                              | 2                                                              | 5                                                              |                                                                |  |    |                                                               |                                                               |                                                               |                                                               |                                                               |  |    |                                           |                                           |                                           |  |
|  |                                                                     |                                                                     |                                                                     |                                                                     |                                                                     |   | 1E | Liverpool                                                      | 3                                                              | 2                                                              | 5                                                              |                                                                |  |    |                                                               |                                                               |                                                               |                                                               |                                                               |  |    |                                           |                                           |                                           |  |
|  |                                                                     |                                                                     | 1F                                                                  | Manchester City                                                     | 0                                                                   | 1 | 1  |                                                                |                                                                |                                                                |                                                                |                                                                |  |    |                                                               |                                                               |                                                               |                                                               |                                                               |  |    |                                           |                                           |                                           |  |
|  | 2A                                                                  | Basilea                                                             | 1F                                                                  | Manchester City                                                     | 0                                                                   | 1 | 1  | 0                                                              | 2                                                              | 2                                                              |                                                                |                                                                |  |    |                                                               |                                                               |                                                               |                                                               |                                                               |  |    |                                           |                                           |                                           |  |
|  | 2A                                                                  | Basilea                                                             |                                                                     |                                                                     |                                                                     |   |    |                                                                |                                                                | 2                                                              |                                                                |                                                                |  |    |                                                               |                                                               |                                                               |                                                               |                                                               |  |    |                                           |                                           |                                           |  |
|  | 1F                                                                  | Manchester City                                                     | 4                                                                   | 1                                                                   | 5                                                                   |   |    |                                                                |                                                                |                                                                |                                                                |                                                                |  |    |                                                               |                                                               |                                                               |                                                               |                                                               |  |    |                                           |                                           |                                           |  |
|  | 1F                                                                  | Manchester City                                                     | 4                                                                   | 1                                                                   | 5                                                                   |   |    |                                                                |                                                                |                                                                |                                                                |                                                                |  | 1E | Liverpool                                                     | 5                                                             | 2                                                             | 7                                                             |                                                               |  |    |                                           |                                           |                                           |  |
|  |                                                                     |                                                                     |                                                                     |                                                                     |                                                                     |   |    |                                                                |                                                                |                                                                |                                                                |                                                                |  | 1E | Liverpool                                                     | 5                                                             | 2                                                             | 7                                                             |                                                               |  |    |                                           |                                           |                                           |  |
|  |                                                                     |                                                                     | 1C                                                                  | Roma                                                                | 2                                                                   | 4 | 6  |                                                                |                                                                |                                                                |                                                                |                                                                |  |    |                                                               |                                                               |                                                               |                                                               |                                                               |  |    |                                           |                                           |                                           |  |
|  | 2C                                                                  | Chelsea                                                             | 1C                                                                  | Roma                                                                | 2                                                                   | 4 | 6  | 1                                                              | 0                                                              | 1                                                              |                                                                |                                                                |  |    |                                                               |                                                               |                                                               |                                                               |                                                               |  |    |                                           |                                           |                                           |  |
|  | 2C                                                                  | Chelsea                                                             |                                                                     |                                                                     |                                                                     |   |    |                                                                |                                                                | 1                                                              |                                                                |                                                                |  |    |                                                               |                                                               |                                                               |                                                               |                                                               |  |    |                                           |                                           |                                           |  |
|  | 1D                                                                  | Barcelona                                                           | 1                                                                   | 3                                                                   | 4                                                                   |   |    |                                                                |                                                                |                                                                |                                                                |                                                                |  |    |                                                               |                                                               |                                                               |                                                               |                                                               |  |    |                                           |                                           |                                           |  |
|  | 1D                                                                  | Barcelona                                                           | 1                                                                   | 3                                                                   | 4                                                                   |   | 1D | Barcelona                                                      | 4                                                              | 0                                                              | 4                                                              |                                                                |  |    |                                                               |                                                               |                                                               |                                                               |                                                               |  |    |                                           |                                           |                                           |  |
|  |                                                                     |                                                                     |                                                                     |                                                                     |                                                                     |   | 1D | Barcelona                                                      | 4                                                              | 0                                                              | 4                                                              |                                                                |  |    |                                                               |                                                               |                                                               |                                                               |                                                               |  |    |                                           |                                           |                                           |  |
|  |                                                                     |                                                                     | 1C                                                                  | Roma (v.)                                                           | 1                                                                   | 3 | 4  |                                                                |                                                                |                                                                |                                                                |                                                                |  |    |                                                               |                                                               |                                                               |                                                               |                                                               |  |    |                                           |                                           |                                           |  |
|  | 2F                                                                  | Shakhtar Donetsk                                                    | 1C                                                                  | Roma (v.)                                                           | 1                                                                   | 3 | 4  | 2                                                              | 0                                                              | 2                                                              |                                                                |                                                                |  |    |                                                               |                                                               |                                                               |                                                               |                                                               |  |    |                                           |                                           |                                           |  |
|  | 2F                                                                  | Shakhtar Donetsk                                                    |                                                                     |                                                                     |                                                                     |   |    |                                                                |                                                                | 2                                                              |                                                                |                                                                |  |    |                                                               |                                                               |                                                               |                                                               |                                                               |  |    |                                           |                                           |                                           |  |
|  | 1C                                                                  | Roma (v.)                                                           | 1                                                                   | 1                                                                   | 2                                                                   |   |    |                                                                |                                                                |                                                                |                                                                |                                                                |  |    |                                                               |                                                               |                                                               |                                                               |                                                               |  |    |                                           |                                           |                                           |  |
|  | 1C                                                                  | Roma (v.)                                                           | 1                                                                   | 1                                                                   | 2                                                                   |   |    |                                                                |                                                                |                                                                |                                                                |                                                                |  |    |                                                               |                                                               |                                                               |                                                               |                                                               |  |    |                                           |                                           |                                           |  |
|  |                                                                     |                                                                     |                                                                     |                                                                     |                                                                     |   |    |                                                                |                                                                |                                                                |                                                                |                                                                |  |    |                                                               |                                                               |                                                               |                                                               |                                                               |  |    |                                           |                                           |                                           |  |

### Octavos de final
| Equipo 1         | Agr.     | Equipo 2            | Ida | Vuelta |
| ---------------- | -------- | ------------------- | --- | ------ |
| Sevilla          | 2–1      | Manchester United   | 0–0 | 2–1    |
| Bayern Múnich    | 8–1      | Beşiktaş            | 5–0 | 3–1    |
| Juventus         | 4–3      | Tottenham Hotspur   | 2–2 | 2–1    |
| Real Madrid      | 5–2      | París Saint-Germain | 3–1 | 2–1    |
| Porto            | 0–5      | Liverpool           | 0–5 | 0–0    |
| Basilea          | 2–5      | Manchester City     | 0–4 | 2–1    |
| Chelsea          | 1–4      | Barcelona           | 1–1 | 0–3    |
| Shakhtar Donetsk | 2–2 (v.) | Roma                | 2–1 | 0–1    |

### Cuartos de final
| Equipo 1  | Agr.    | Equipo 2        | Ida | Vuelta |
| --------- | ------- | --------------- | --- | ------ |
| Sevilla   | 1–2     | Bayern Múnich   | 1–2 | 0–0    |
| Juventus  | 3–4     | Real Madrid     | 0–3 | 3–1    |
| Liverpool | 5–1     | Manchester City | 3–0 | 2–1    |
| Barcelona | 4–4 (v) | Roma            | 4–1 | 0–3    |

### Semifinales
| Equipo 1      | Agr. | Equipo 2    | Ida | Vuelta |
| ------------- | ---- | ----------- | --- | ------ |
| Bayern Múnich | 3–4  | Real Madrid | 1–2 | 2–2    |
| Liverpool     | 7–6  | Roma        | 5–2 | 2–4    |

### Final
| 1     | POR   | Keylor Navas      |     |
| 2     | DEF   | Daniel Carvajal   | 37' |
| 5     | DEF   | Raphaël Varane    |     |
| 4     | DEF   | Sergio Ramos      |     |
| 12    | DEF   | Marcelo Vieira    |     |
| 10    | MED   | Luka Modrić       |     |
| 14    | MED   | Casemiro          |     |
| 8     | MED   | Toni Kroos        |     |
| 22    | MED   | Isco Alarcón      | 61' |
| 9     | DEL   | Karim Benzema     | 89' |
| 7     | DEL   | Cristiano Ronaldo |     |
| D. T. | D. T. | Zinedine Zidane   |     |

| 1     | POR   | Loris Karius           |     |
| 66    | DEF   | Trent Alexander-Arnold |     |
| 6     | DEF   | Dejan Lovren           |     |
| 4     | DEF   | Virgil van Dijk        |     |
| 26    | DEF   | Andrew Robertson       |     |
| 14    | MED   | Jordan Henderson       |     |
| 7     | MED   | James Milner           | 83' |
| 5     | MED   | Georginio Wijnaldum    |     |
| 11    | DEL   | Mohamed Salah          | 31' |
| 9     | DEL   | Roberto Firmino        |     |
| 19    | DEL   | Sadio Mané             |     |
| D. T. | D. T. | Jürgen Klopp           |     |

| 6  | DEF | Nacho Fernández | 37' |
| 11 | DEL | Gareth Bale     | 61' |
| 20 | MED | Marco Asensio   | 89' |

| 20 | MED | Adam Lallana | 31' |
| 23 | MED | Emre Can     | 83' |

| 51' · 63' · 83' | Karim Benzema Gareth Bale | 1:0 2:1 3:1 |

| 55' | Sadio Mané | 1:1 |

| 82' | Sadio Mané |

| Principal  | Milorad Mažić      |
| Asistentes | Milovan Ristić     |
|            | Dalibor Djurdjević |
| Cuarto     | Clément Turpin     |
| Quinto     | Nemanja Petrović   |

| Áreas | Nenad Djokić  |
|       | Danilo Grujić |

|                    |     |     |
| Tiros              | 14  | 13  |
| Tiros a puerta     | 5   | 2   |
| Faltas             | 5   | 18  |
| Saques de esquina  | 9   | 5   |
| Penaltis           | 0   | 0   |
| Fueras de juego    | 7   | 3   |
| Posesión del balón | 66% | 34% |

| Alineación inicial |

| 1     | POR   | Keylor Navas      |     |
| 2     | DEF   | Daniel Carvajal   | 37' |
| 5     | DEF   | Raphaël Varane    |     |
| 4     | DEF   | Sergio Ramos      |     |
| 12    | DEF   | Marcelo Vieira    |     |
| 10    | MED   | Luka Modrić       |     |
| 14    | MED   | Casemiro          |     |
| 8     | MED   | Toni Kroos        |     |
| 22    | MED   | Isco Alarcón      | 61' |
| 9     | DEL   | Karim Benzema     | 89' |
| 7     | DEL   | Cristiano Ronaldo |     |
| D. T. | D. T. | Zinedine Zidane   |     |

| 1     | POR   | Loris Karius           |     |
| 66    | DEF   | Trent Alexander-Arnold |     |
| 6     | DEF   | Dejan Lovren           |     |
| 4     | DEF   | Virgil van Dijk        |     |
| 26    | DEF   | Andrew Robertson       |     |
| 14    | MED   | Jordan Henderson       |     |
| 7     | MED   | James Milner           | 83' |
| 5     | MED   | Georginio Wijnaldum    |     |
| 11    | DEL   | Mohamed Salah          | 31' |
| 9     | DEL   | Roberto Firmino        |     |
| 19    | DEL   | Sadio Mané             |     |
| D. T. | D. T. | Jürgen Klopp           |     |

| 6  | DEF | Nacho Fernández | 37' |
| 11 | DEL | Gareth Bale     | 61' |
| 20 | MED | Marco Asensio   | 89' |

| 20 | MED | Adam Lallana | 31' |
| 23 | MED | Emre Can     | 83' |

| 51' · 63' · 83' | Karim Benzema Gareth Bale | 1:0 2:1 3:1 |

| 55' | Sadio Mané | 1:1 |

| 82' | Sadio Mané |

| Principal  | Milorad Mažić      |
| Asistentes | Milovan Ristić     |
|            | Dalibor Djurdjević |
| Cuarto     | Clément Turpin     |
| Quinto     | Nemanja Petrović   |

| Áreas | Nenad Djokić  |
|       | Danilo Grujić |

|                    |     |     |
| Tiros              | 14  | 13  |
| Tiros a puerta     | 5   | 2   |
| Faltas             | 5   | 18  |
| Saques de esquina  | 9   | 5   |
| Penaltis           | 0   | 0   |
| Fueras de juego    | 7   | 3   |
| Posesión del balón | 66% | 34% |

| Alineación inicial |

| 1     | POR   | Keylor Navas      |     |
| 2     | DEF   | Daniel Carvajal   | 37' |
| 5     | DEF   | Raphaël Varane    |     |
| 4     | DEF   | Sergio Ramos      |     |
| 12    | DEF   | Marcelo Vieira    |     |
| 10    | MED   | Luka Modrić       |     |
| 14    | MED   | Casemiro          |     |
| 8     | MED   | Toni Kroos        |     |
| 22    | MED   | Isco Alarcón      | 61' |
| 9     | DEL   | Karim Benzema     | 89' |
| 7     | DEL   | Cristiano Ronaldo |     |
| D. T. | D. T. | Zinedine Zidane   |     |

| 1     | POR   | Loris Karius           |     |
| 66    | DEF   | Trent Alexander-Arnold |     |
| 6     | DEF   | Dejan Lovren           |     |
| 4     | DEF   | Virgil van Dijk        |     |
| 26    | DEF   | Andrew Robertson       |     |
| 14    | MED   | Jordan Henderson       |     |
| 7     | MED   | James Milner           | 83' |
| 5     | MED   | Georginio Wijnaldum    |     |
| 11    | DEL   | Mohamed Salah          | 31' |
| 9     | DEL   | Roberto Firmino        |     |
| 19    | DEL   | Sadio Mané             |     |
| D. T. | D. T. | Jürgen Klopp           |     |

| 6  | DEF | Nacho Fernández | 37' |
| 11 | DEL | Gareth Bale     | 61' |
| 20 | MED | Marco Asensio   | 89' |

| 20 | MED | Adam Lallana | 31' |
| 23 | MED | Emre Can     | 83' |

| 51' · 63' · 83' | Karim Benzema Gareth Bale | 1:0 2:1 3:1 |

| 55' | Sadio Mané | 1:1 |

| 82' | Sadio Mané |

| Principal  | Milorad Mažić      |
| Asistentes | Milovan Ristić     |
|            | Dalibor Djurdjević |
| Cuarto     | Clément Turpin     |
| Quinto     | Nemanja Petrović   |

| Áreas | Nenad Djokić  |
|       | Danilo Grujić |

|                    |     |     |
| Tiros              | 14  | 13  |
| Tiros a puerta     | 5   | 2   |
| Faltas             | 5   | 18  |
| Saques de esquina  | 9   | 5   |
| Penaltis           | 0   | 0   |
| Fueras de juego    | 7   | 3   |
| Posesión del balón | 66% | 34% |

| Alineación inicial |

| 1     | POR   | Keylor Navas      |     |
| 2     | DEF   | Daniel Carvajal   | 37' |
| 5     | DEF   | Raphaël Varane    |     |
| 4     | DEF   | Sergio Ramos      |     |
| 12    | DEF   | Marcelo Vieira    |     |
| 10    | MED   | Luka Modrić       |     |
| 14    | MED   | Casemiro          |     |
| 8     | MED   | Toni Kroos        |     |
| 22    | MED   | Isco Alarcón      | 61' |
| 9     | DEL   | Karim Benzema     | 89' |
| 7     | DEL   | Cristiano Ronaldo |     |
| D. T. | D. T. | Zinedine Zidane   |     |

| 1     | POR   | Loris Karius           |     |
| 66    | DEF   | Trent Alexander-Arnold |     |
| 6     | DEF   | Dejan Lovren           |     |
| 4     | DEF   | Virgil van Dijk        |     |
| 26    | DEF   | Andrew Robertson       |     |
| 14    | MED   | Jordan Henderson       |     |
| 7     | MED   | James Milner           | 83' |
| 5     | MED   | Georginio Wijnaldum    |     |
| 11    | DEL   | Mohamed Salah          | 31' |
| 9     | DEL   | Roberto Firmino        |     |
| 19    | DEL   | Sadio Mané             |     |
| D. T. | D. T. | Jürgen Klopp           |     |

| 6  | DEF | Nacho Fernández | 37' |
| 11 | DEL | Gareth Bale     | 61' |
| 20 | MED | Marco Asensio   | 89' |

| 20 | MED | Adam Lallana | 31' |
| 23 | MED | Emre Can     | 83' |

| 51' · 63' · 83' | Karim Benzema Gareth Bale | 1:0 2:1 3:1 |

| 55' | Sadio Mané | 1:1 |

| 82' | Sadio Mané |

| Principal  | Milorad Mažić      |
| Asistentes | Milovan Ristić     |
|            | Dalibor Djurdjević |
| Cuarto     | Clément Turpin     |
| Quinto     | Nemanja Petrović   |

| Áreas | Nenad Djokić  |
|       | Danilo Grujić |

|                    |     |     |
| Tiros              | 14  | 13  |
| Tiros a puerta     | 5   | 2   |
| Faltas             | 5   | 18  |
| Saques de esquina  | 9   | 5   |
| Penaltis           | 0   | 0   |
| Fueras de juego    | 7   | 3   |
| Posesión del balón | 66% | 34% |

| Alineación inicial |

|                                        |
| Bandera de España                      |
| Campeón Real Madrid C. F. 13.er título |

## Estadísticas

### Tabla de goleadores
Nota: No contabilizados los partidos y goles en rondas previas. Nombres y banderas de equipos en la época.
| \| Pos. \| Jugador \| Goles \| Part. (Min.) \| \| Prom. \| \| Club \| \| ---- \| ------------------------- \| ----- \| ------------ \| \| ----- \| \| ------------------- \| \| 1 \| Cristiano Ronaldo \| 15 \| 13 (1170') \| \| 1.15 \| \| Real Madrid \| \| 2 \| Mohamed Salah \| 10 \| 13 (930') \| \| 0.77 \| \| Liverpool \| \| = \| Roberto Firmino \| 10 \| 13 (1056') \| \| 0.77 \| \| Liverpool \| \| = \| Sadio Mané \| 10 \| 11 (940') \| \| 0.91 \| \| Liverpool \| \| 5 \| Wissam Ben Yedder \| 8 \| 9 (651') \| \| 0.89 \| \| Sevilla \| \| = \| Edin Džeko \| 8 \| 12 (1078') \| \| 0.67 \| \| Roma \| \| 7 \| Harry Kane \| 7 \| 7 (597') \| \| 1.00 \| \| Tottenham Hotspur \| \| = \| Edinson Cavani \| 7 \| 8 (680') \| \| 0.88 \| \| París Saint-Germain \| \| 9 \| Neymar \| 6 \| 7 (630') \| \| 0.86 \| \| París Saint-Germain \| \| = \| Lionel Messi \| 6 \| 10 (813') \| \| 0.60 \| \| Barcelona \| \| 11 \| Philippe Coutinho \| 5 \| 5 (347') \| \| 1.00 \| \| Liverpool \| \| = \| Vincent Aboubakar \| 5 \| 6 (495') \| \| 0.83 \| \| Porto \| \| = \| Romelu Lukaku \| 5 \| 8 (704') \| \| 0.63 \| \| Manchester United \| \| = \| Gonzalo Higuaín \| 5 \| 10 (830') \| \| 0.50 \| \| Juventus \| \| = \| Robert Lewandowski \| 5 \| 11 (955') \| \| 0.45 \| \| Bayern Múnich \| \| = \| Karim Benzema \| 5 \| 9 (600') \| \| 0.56 \| \| Real Madrid \| \| 17 \| Son Heung-min \| 4 \| 7 (426') \| \| 0.57 \| \| Tottenham Hotspur \| \| = \| Sergio Agüero \| 4 \| 7 (440') \| \| 0.57 \| \| Manchester City \| \| = \| Cenk Tosun \| 4 \| 6 (449') \| \| 0.67 \| \| Beşiktaş \| \| = \| Mario Mandžukić \| 4 \| 6 (457') \| \| 0.67 \| \| Juventus \| \| = \| Raheem Sterling \| 4 \| 8 (495') \| \| 0.50 \| \| Manchester City \| \| = \| Dimitri Oberlin \| 4 \| 8 (529') \| \| 0.50 \| \| Basilea \| \| = \| Anderson Talisca \| 4 \| 8 (539') \| \| 0.50 \| \| Beşiktaş \| \| = \| Pierre Emerick Aubameyang \| 4 \| 6 (540') \| \| 0.67 \| \| Borussia Dortmund \| \| = \| Gabriel Jesus \| 4 \| 9 (619') \| \| 0.44 \| \| Manchester City \| \| = \| Kylian Mbappé \| 4 \| 8 (658') \| \| 0.50 \| \| París Saint-Germain \| \| 27 \| 16 jugadores \| 3 \| \| \| \| \| 32 clubes \| Actualizado a 26 de mayo de 2018. |                           |       |              |  |       |  |                     |
| Pos. | Jugador                   | Goles | Part. (Min.) |  | Prom. |  | Club                |
| 1 | Cristiano Ronaldo         | 15    | 13 (1170')   |  | 1.15  |  | Real Madrid         |
| 2 | Mohamed Salah             | 10    | 13 (930')    |  | 0.77  |  | Liverpool           |
| = | Roberto Firmino           | 10    | 13 (1056')   |  | 0.77  |  | Liverpool           |
| = | Sadio Mané                | 10    | 11 (940')    |  | 0.91  |  | Liverpool           |
| 5 | Wissam Ben Yedder         | 8     | 9 (651')     |  | 0.89  |  | Sevilla             |
| = | Edin Džeko                | 8     | 12 (1078')   |  | 0.67  |  | Roma                |
| 7 | Harry Kane                | 7     | 7 (597')     |  | 1.00  |  | Tottenham Hotspur   |
| = | Edinson Cavani            | 7     | 8 (680')     |  | 0.88  |  | París Saint-Germain |
| 9 | Neymar                    | 6     | 7 (630')     |  | 0.86  |  | París Saint-Germain |
| = | Lionel Messi              | 6     | 10 (813')    |  | 0.60  |  | Barcelona           |
| 11 | Philippe Coutinho         | 5     | 5 (347')     |  | 1.00  |  | Liverpool           |
| = | Vincent Aboubakar         | 5     | 6 (495')     |  | 0.83  |  | Porto               |
| = | Romelu Lukaku             | 5     | 8 (704')     |  | 0.63  |  | Manchester United   |
| = | Gonzalo Higuaín           | 5     | 10 (830')    |  | 0.50  |  | Juventus            |
| = | Robert Lewandowski        | 5     | 11 (955')    |  | 0.45  |  | Bayern Múnich       |
| = | Karim Benzema             | 5     | 9 (600')     |  | 0.56  |  | Real Madrid         |
| 17 | Son Heung-min             | 4     | 7 (426')     |  | 0.57  |  | Tottenham Hotspur   |
| = | Sergio Agüero             | 4     | 7 (440')     |  | 0.57  |  | Manchester City     |
| = | Cenk Tosun                | 4     | 6 (449')     |  | 0.67  |  | Beşiktaş            |
| = | Mario Mandžukić           | 4     | 6 (457')     |  | 0.67  |  | Juventus            |
| = | Raheem Sterling           | 4     | 8 (495')     |  | 0.50  |  | Manchester City     |
| = | Dimitri Oberlin           | 4     | 8 (529')     |  | 0.50  |  | Basilea             |
| = | Anderson Talisca          | 4     | 8 (539')     |  | 0.50  |  | Beşiktaş            |
| = | Pierre Emerick Aubameyang | 4     | 6 (540')     |  | 0.67  |  | Borussia Dortmund   |
| = | Gabriel Jesus             | 4     | 9 (619')     |  | 0.44  |  | Manchester City     |
| = | Kylian Mbappé             | 4     | 8 (658')     |  | 0.50  |  | París Saint-Germain |
| 27 | 16 jugadores              | 3     |              |  |       |  | 32 clubes           |

### Jugadores con tres o más goles en un partido
| Pos. | Jugador           | Goles | Fecha                    | Local               |                       | Resultado |                       | Visitante         | Reporte          |
| ---- | ----------------- | ----- | ------------------------ | ------------------- | --------------------- | --------- | --------------------- | ----------------- | ---------------- |
| 1    | Wissam Ben Yedder | 3     | 26 de septiembre de 2017 | Sevilla             | Bandera de España     | 3 - 0     | Bandera de Eslovenia  | Maribor           | Jornada 2        |
| 2    | Harry Kane        | 3     | 26 de septiembre de 2017 | APOEL Nicosia       | Bandera de Chipre     | 0 - 3     | Bandera de Inglaterra | Tottenham Hotspur | Jornada 2        |
| 3    | Layvin Kurzawa    | 3     | 31 de octubre de 2017    | París Saint-Germain | Bandera de Francia    | 5 - 0     | Bandera de Bélgica    | Anderlecht        | Jornada 4        |
| 4    | Philippe Coutinho | 3     | 6 de diciembre de 2017   | Liverpool           | Bandera de Inglaterra | 7 - 0     | Bandera de Rusia      | Spartak Moscú     | Jornada 6        |
| 5    | Sadio Mané        | 3     | 14 de febrero de 2018    | Porto               | Bandera de Portugal   | 0 - 5     | Bandera de Inglaterra | Liverpool         | Octavos de Final |

### Tabla de asistentes
Nota: No contabilizados los partidos y asistencias en rondas previas. Nombres y banderas de equipos en la época.
| \| Pos. \| Jugador \| Asist. \| Part. (Min.) \| Prom. \| \| Club \| \| ---- \| ---------------- \| ------ \| ------------ \| ----- \| \| ------------------- \| \| 1 \| James Milner \| 9 \| 11 (874') \| 0.82 \| \| Liverpool \| \| 2 \| Roberto Firmino \| 7 \| 13 (1056') \| 0.54 \| \| Liverpool \| \| 3 \| Luis Suárez \| 5 \| 10 (884') \| 0.50 \| \| Barcelona \| \| 4 \| Eden Hazard \| 4 \| 8 (611') \| 0.50 \| \| Chelsea \| \| = \| Neymar \| 4 \| 7 (630') \| 0.57 \| \| París Saint-Germain \| \| = \| Kevin De Bruyne \| 4 \| 8 (667') \| 0.50 \| \| Manchester City \| \| = \| Mohamed Salah \| 4 \| 13 (930') \| 0.31 \| \| Liverpool \| \| 8 \| Kieran Trippier \| 3 \| 3 (270') \| 1.00 \| \| Tottenham Hotspur \| \| = \| Anthony Martial \| 3 \| 8 (343') \| 0.38 \| \| Manchester United \| \| = \| Kingsley Coman \| 3 \| 6 (389') \| 0.50 \| \| Bayern Múnich \| \| = \| Marcel Sabitzer \| 3 \| 5 (395') \| 0.60 \| \| RB Leipzig \| \| = \| Dele Alli \| 3 \| 5 (428') \| 0.60 \| \| Tottenham Hotspur \| \| = \| Gelson Martins \| 3 \| 6 (463') \| 0.50 \| \| Sporting de Lisboa \| \| = \| Dries Mertens \| 3 \| 6 (480') \| 0.50 \| \| Napoli \| \| = \| Alberto Moreno \| 3 \| 8 (563') \| 0.38 \| \| Liverpool \| \| = \| Dani Carvajal \| 3 \| 8 (644') \| 0.38 \| \| Real Madrid \| \| = \| Ricardo Quaresma \| 3 \| 7 (613') \| 0.43 \| \| Beşiktaş \| \| = \| David Alaba \| 3 \| 7 (625') \| 0.43 \| \| Bayern Múnich \| \| = \| Joaquín Correa \| 3 \| 8 (626') \| 0.38 \| \| Sevilla \| \| = \| Kylian Mbappé \| 3 \| 8 (658') \| 0.38 \| \| París Saint-Germain \| \| = \| Joshua Kimmich \| 3 \| 11 (897') \| 0.27 \| \| Bayern Múnich \| \| = \| Edin Džeko \| 3 \| 12 (1078') \| 0.25 \| \| Roma \| \| = \| Marcelo Vieira \| 3 \| 11 (958') \| 0.27 \| \| Real Madrid \| \| 24 \| 50 jugadores \| 2 \| \| \| \| 32 clubes \| Actualizado a 26 de mayo de 2018. |                  |        |              |       |  |                     |
| Pos. | Jugador          | Asist. | Part. (Min.) | Prom. |  | Club                |
| 1 | James Milner     | 9      | 11 (874')    | 0.82  |  | Liverpool           |
| 2 | Roberto Firmino  | 7      | 13 (1056')   | 0.54  |  | Liverpool           |
| 3 | Luis Suárez      | 5      | 10 (884')    | 0.50  |  | Barcelona           |
| 4 | Eden Hazard      | 4      | 8 (611')     | 0.50  |  | Chelsea             |
| = | Neymar           | 4      | 7 (630')     | 0.57  |  | París Saint-Germain |
| = | Kevin De Bruyne  | 4      | 8 (667')     | 0.50  |  | Manchester City     |
| = | Mohamed Salah    | 4      | 13 (930')    | 0.31  |  | Liverpool           |
| 8 | Kieran Trippier  | 3      | 3 (270')     | 1.00  |  | Tottenham Hotspur   |
| = | Anthony Martial  | 3      | 8 (343')     | 0.38  |  | Manchester United   |
| = | Kingsley Coman   | 3      | 6 (389')     | 0.50  |  | Bayern Múnich       |
| = | Marcel Sabitzer  | 3      | 5 (395')     | 0.60  |  | RB Leipzig          |
| = | Dele Alli        | 3      | 5 (428')     | 0.60  |  | Tottenham Hotspur   |
| = | Gelson Martins   | 3      | 6 (463')     | 0.50  |  | Sporting de Lisboa  |
| = | Dries Mertens    | 3      | 6 (480')     | 0.50  |  | Napoli              |
| = | Alberto Moreno   | 3      | 8 (563')     | 0.38  |  | Liverpool           |
| = | Dani Carvajal    | 3      | 8 (644')     | 0.38  |  | Real Madrid         |
| = | Ricardo Quaresma | 3      | 7 (613')     | 0.43  |  | Beşiktaş            |
| = | David Alaba      | 3      | 7 (625')     | 0.43  |  | Bayern Múnich       |
| = | Joaquín Correa   | 3      | 8 (626')     | 0.38  |  | Sevilla             |
| = | Kylian Mbappé    | 3      | 8 (658')     | 0.38  |  | París Saint-Germain |
| = | Joshua Kimmich   | 3      | 11 (897')    | 0.27  |  | Bayern Múnich       |
| = | Edin Džeko       | 3      | 12 (1078')   | 0.25  |  | Roma                |
| = | Marcelo Vieira   | 3      | 11 (958')    | 0.27  |  | Real Madrid         |
| 24 | 50 jugadores     | 2      |              |       |  | 32 clubes           |

### Equipo ideal
El grupo de observadores técnicos de UEFA seleccionó los siguientes 18 futbolistas como «Equipo de la Temporada» de la competición:
| \| N.º \| Pos. \| Nac. \| Jugador \| Equipo \| \| ------------------------------------------------------ \| ---- \| ---- \| ----------------- \| --------------- \| \| 1 \| POR \| \| Keylor Navas \| Real Madrid \| \| 1 \| POR \| \| Alisson Becker \| Roma \| \| 2 \| DEF \| \| Joshua Kimmich \| Bayern Múnich \| \| 4 \| DEF \| \| Sergio Ramos \| Real Madrid \| \| 3 \| DEF \| \| Giorgio Chiellini \| Juventus \| \| 5 \| DEF \| \| Raphaël Varane \| Real Madrid \| \| 4 \| DEF \| \| Virgil van Dijk \| Liverpool \| \| 12 \| DEF \| \| Marcelo Vieira \| Real Madrid \| \| 17 \| MED \| \| Kevin De Bruyne \| Manchester City \| \| 14 \| MED \| \| Casemiro \| Real Madrid \| \| 11 \| MED \| \| James Rodríguez \| Bayern Múnich \| \| 8 \| MED \| \| Toni Kroos \| Real Madrid \| \| 10 \| MED \| \| Luka Modrić \| Real Madrid \| \| 7 \| DEL \| \| Edin Džeko \| Roma \| \| 9 \| DEL \| \| Roberto Firmino \| Liverpool \| \| 10 \| DEL \| \| Lionel Messi \| Barcelona \| \| 11 \| DEL \| \| Mohamed Salah \| Liverpool \| \| 7 \| DEL \| \| Cristiano Ronaldo \| Real Madrid \| \| Fuente: Unión Europea de Asociaciones de Fútbol (UEFA) \| DEL \| \| \| \| |      |                                 |                   |                 |
| N.º | Pos. | Nac.                            | Jugador           | Equipo          |
| 1 | POR  | Bandera de Costa Rica           | Keylor Navas      | Real Madrid     |
| 1 | POR  | Bandera de Brasil               | Alisson Becker    | Roma            |
| 2 | DEF  | Bandera de Alemania             | Joshua Kimmich    | Bayern Múnich   |
| 4 | DEF  | Bandera de España               | Sergio Ramos      | Real Madrid     |
| 3 | DEF  | Bandera de Italia               | Giorgio Chiellini | Juventus        |
| 5 | DEF  | Bandera de Francia              | Raphaël Varane    | Real Madrid     |
| 4 | DEF  | Bandera de los Países Bajos     | Virgil van Dijk   | Liverpool       |
| 12 | DEF  | Bandera de Brasil               | Marcelo Vieira    | Real Madrid     |
| 17 | MED  | Bandera de Bélgica              | Kevin De Bruyne   | Manchester City |
| 14 | MED  | Bandera de Brasil               | Casemiro          | Real Madrid     |
| 11 | MED  | Bandera de Colombia             | James Rodríguez   | Bayern Múnich   |
| 8 | MED  | Bandera de Alemania             | Toni Kroos        | Real Madrid     |
| 10 | MED  | Bandera de Croacia              | Luka Modrić       | Real Madrid     |
| 7 | DEL  | Bandera de Bosnia y Herzegovina | Edin Džeko        | Roma            |
| 9 | DEL  | Bandera de Brasil               | Roberto Firmino   | Liverpool       |
| 10 | DEL  | Bandera de Argentina            | Lionel Messi      | Barcelona       |
| 11 | DEL  | Bandera de Egipto               | Mohamed Salah     | Liverpool       |
| 7 | DEL  | Bandera de Portugal             | Cristiano Ronaldo | Real Madrid     |
| Fuente: Unión Europea de Asociaciones de Fútbol (UEFA) | DEL  |                                 |                   |                 |